# Марк (співімператор)
Флавій Марк (д/н — 476/477) — співімператор Візантійської імперії в 475—476 роках.

## Життєпис
Син Василіска, що був братом Елії Веріни, дружини імператора Льва I. Матір'ю була Елія Зеноніда, походження якої не встановлено. Про дату народження та молоді роки вкрай мало відомостей. 475 року, коли Василіск повалив імператора Зенона й став імператором, Марк отримав спочатку титул цезаря, а незабаром — Августа, тобто співімператора. Ймовірно, через молодий вік та короткочасне володарювання Василіска не встиг виявити себе.
Вже у 476 році Зенон повалив Василіска, захопивши його родину. Марка разом з Василіском та матір'ю було відправлено до міста Лімни в Каппадокії, де запроторено до діжки або цистерни, в якій вони померли від спраги. За іншою версією, Марка та його батьків заморили голодом у фортеці.